# Marcin Jan Kamiński
Marcin Jan Kamiński (ur. 5 marca 1985 w Warszawie) – polski entomolog i profesor specjalizujący się w systematyce, biogeografii i ewolucji morfologicznej chrząszczy z rodziny mącznikowatych (Coleoptera: Tenebrionidae). Profesor zwyczajny w Muzeum i Instytucie Zoologii PAN. Jego dorobek naukowy obejmuje badania podoktoranckie z zakresu systematyki owadów na Northern Arizona University i Purdue University.
Kamiński jest autorem ponad 70 oryginalnych prac badawczych dotyczących filogenezy i taksonomii chrząszczy. Oprócz badań systematycznych jego praca obejmuje zagadnienia związane z biologią rozwoju, anatomią funkcjonalną i rekonstrukcją antycznego DNA owadów. Opublikował również książki i prace z zakresu muzealnictwa.
Kamiński odegrał znaczącą rolę w wyjaśnieniu powiązań w obrębie rodziny Tenebrionidae, w tym doprowadził do wydzielenia podrodziny Blaptinae — globalnie rozpowszechnionej linii obejmującej ponad 280 rodzajów i 4000 gatunków, wyznaczył kosmopolityczny rodzaj Mariazofia oraz odkrył i opisał ponad 60 dotychczas nierozpoznanych– gatunków .

## Nagrody i odznaczenia
- Jean Theodore Lacordaire Prize (2015)[15] – nagroda przyznana przez międzynarodowe towarzystwo naukowe The Coleopterists Society za wyróżniającą się publikację naukową.
- Stypendium dla Wybitnych Młodych Naukowców (2015)[16] – przyznane przez Ministerstwo Nauki i Szkolnictwa Wyższego.
- Odznaka Zasłużony dla Warszawy (2012)[17].
- W uznaniu działalności naukowej na cześć Kamińskiego nazwano dwa nowo odkryte gatunki chrząszczy[18][19]: Planostibes kaminski Schimrosczyk & Iwan, 2016 oraz Hexarhopalus kaminskii Purchart, 2025.

## Lista opisanych taksonów
Kamiński i jego współautorzy opisali szereg nowych taksonów, z których część nazwana została na cześć wybitnych polskich naukowców, m.in. Marii Skłodowskiej-Curie, Alfreda Tarskiego i Stanisława Ulama. Lista taksonów opisanych przez Kamińskiego:
Podplemiona:
- Palpomodina Kamiński & Gearner, 2022

Rodzaje:
- Microphylacinus Iwan, Kamiński, Aalbu 2011
- Paraselinus Kamiński 2013
- Kochogaster Kamiński and Raś 2011
- Eichleria Kamiński 2015
- Pteroselinus Kamiński 2015
- Wolladrus Iwan & Kamiński 2016
- Toktokkus Kamiński & Gearner 2021
- Tibiocnodes Gearner & Kamiński 2021
- Tuberocnodes Gearner & Kamiński 2021
- Saeculum Kamiński, Kanda, Smith 2021
- Mariazofia Kamiński 2022
- Bouchardium Kamiński 2024
- Muelleropsectropus Lumen & Kamiński 024

Gatunki:
- Atrocrates coconatae Kamiński 2011
- Ectateus ursynowiensis Kamiński 2011
- Phylacinus fisheri Iwan, Kamiński, Aalbu 2011
- Phylacinus kavanaughi Iwan, Kamiński, Aalbu 2011
- Microphylacinus verendus Iwan, Kamiński, Aalbu 2011
- Angolositus lidiae Kamiński 2012
- Clastopus griswoldi Iwan, Kamiński, Aalbu 2012
- Lechius aalbui Iwan, Kamiński 2012
- Lechius longiclavis Iwan, Kamiński 2012
- Paraselinus iwani Kamiński 2013
- Quadrideres kaszabi Kamiński 2013
- Quadrideres rex Kamiński 2013
- Anchophthalmops neumanni Kamiński 2013
- Kochogaster gerardi Kamiński & Iwan 2013
- Schelodontes muellerae Iwan & Kamiński 2014
- Schelodontes nitidus Iwan & Kamiński 2014
- Schelodontes scarabaeoides Iwan & Kamiński 2014
- Schelodontes spinosis Iwan & Kamiński 2014
- Eichleria davidi Kamiński 2015
- Eichleria ostrowskii Kamiński 2015
- Zadenos jani Kamiński 2015
- Zadenos jozwiki Kamiński 2015
- Zadenos kaweckii Kamiński 2015
- Zadenos szatalowiczi Kamiński 2015
- Archaeoglenes gomyi Iwan & Kamiński 2015
- Archaeoglenes loebli Iwan & Kamiński 2015
- Archaeoglenes triplehorni Iwan & Kamiński 2015
- Quadrideres kazimierzi Kamiński 2015
- Atrocrates kandai Kamiński 2017
- Atrocrates smithi Kamiński 2017
- Schelodontes baviaanskloofensis Kamiński 2017
- Meglyphus mariae Kamiński 2017
- Pedinus infortunatus Iwan & Kamiński 2017
- Tragardhus (Mitragardhus) ewae Kamiński 2017
- Tragardhus (Mitragardhus) ryszardi Kamiński 2017
- Tragardhus (Mitragardhus) zuzannae Kamiński 2017
- Tragardhus (Tragardhus) jani Kamiński 2017
- Tragardhus (Tragardhus) majae Kamiński 2017
- Clitobius omanicus Purchart & Kamiński 2017
- Zoutpansbergia schoemani Kamiński & Schawaller 2018
- Anaxius bloubergensis Kamiński & Schoeman 2018
- Anaxius limpopoensis Kamiński & Schoeman 2018
- Anaxius meletsensis Kamiński & Schoeman 2018
- Anaxius pseudoloensus Kamiński & Schoeman 2018
- Bantodemus lajumaiensis Kamiński & Schoeman 2018
- Machleida banachi Kamiński, Kanda, Smith 2019
- Machleida flagstaffensis Kamiński, Kanda, Smith 2019
- Machleida tarskii Kamiński, Kanda, Smith 2019
- Machleida zofiae Kamiński 2019
- Toktokkus barclayi Kamiński & Gearner, 2020
- Toktokkus congolensis Kamiński & Gearner, 2020
- Toktokkus barclayi Kamiński & Gearner, 2020
- Toktokkus congolensis Kamiński & Gearner, 2020
- Ocnodes kruegeri Kamiński, Müller, Schawaller, Gearner, Smith 2021
- Tuberocnodes synhimboides Gearner & Kamiński 2021
- Saeculum zoologicum Kamiński, Kanda, Smith 2021
- Saeculum merkli Kamiński, Kanda, Smith 2021
- Toktokkus o-serraferrus Gearner, Lumen, Kamiński 2022
- Toktokkus mariae Kamiński 2022
- Psammodes sklodowskae Kamiński & Gearner 2022
- Phylacastus ancoralium Lumen and Kamiński 2023
- Phylacastus makskacymirowi Lumen and Kamiński 2023
- Stenolamus borowieci Kamiński, Lumen, Smith, Iwan 2023
- Archaeoglenes borowieci Iwan, Schawaller, Kamiński 2023
- Biolus brunoi Lumen and Kamiński 2023
- Eurynotus privisolum Lumen and Kamiński 2023
- Bouchardium chillygonzalesi Kamiński 2024
- Bouchardium mariae Kamiński 2024
- Toktokkus zofiae Kamiński 2024

## Wybrane publikacje
- Iwan D, Kamiński M, Kowalski H. 2024.Narodowe Muzeum Przyrodnicze a ochrona żubra w Polsce. Wydawnictwa Uniwersytetu Warszawskiego, Muzeum Uniwersytetu Warszawskiego, 1–429. ISBN 978-83-235-6465-2 (printed), ISBN 978-83-235-6473-7 (online).
- Kamiński M.J., Gearner O.M, Raś M., Hunsinger E.T., Smith A.L., Mas-Peinado P., Girón J.C., Bilska A.G., Strümpher W.P., Wirth C.C., Kanda K., Swichtenberg K., Iwan D., Smith A.D. 2022. Female terminalia morphology and cladistic relations among Tok-Tok beetles (Tenebrionidae: Sepidiini). Cladistics, https://doi.org/10.1111/cla.12510
- Smith A.D., Kamiński M.J., Kanda K., Sweet, A.D., Betancourt J.L., Holmgren C.A., Hempel E., Alberti F., Hofreiter, M. 2021. Recovery and analysis of ancient beetle DNA from subfossil packrat middens using high-throughput sequencing. Scientific Reports, https://www.nature.com/articles/s41598-021-91896-8
- Kamiński, M.J., Gearner, O.M, Kanda, K., Swichtenberg, K., Purchart, L. & Smith, A.D. 2021. First insights into the phylogeny of tok-tokkie beetles (Tenebrionidae: Molurina, Phanerotomeina), and examination of the status of the Psammodes vialis species-group. Zoological Journal of the Linnean Society, 191: 883–901 https://doi.org/10.1093/zoolinnean/zlaa052
- Kamiński, M.J., Lumen, R., Kanda, K., Iwan, D., Johnston, M.A., Kergoat, G., Bouchard, P., Bai, X-L., Li, X.-M., Ren, G.-D., Smith A.D. 2021. Reevaluation of Blapimorpha and Opatrinae: addressing a major phylogeny-classiﬁcation gap in darkling beetles (Coleoptera: Tenebrionidae: Blaptinae). Systematic Entomology, 46(1): 140-156 https://doi.org/10.1111/syen.12453
- Iwan, D., Löbl, I., Bouchard P., Bousquet, Y., Kamiński, M., Merkl O, Ando, K., Schawaller, W. 2020. Family TENEBRIONIDAE Latreille, 1802 in Catalogue of Palaearctic Coleoptera Volume 5, Tenebrionoidea Revised and Updated Second Edition by Iwan, D., Löbl., I. Brill NV, Leiden, The Netherlands, 969pp [ISBN 978-90-04-43498-1] https://brill.com/view/title/59110
- Johnston, M.A., Smith, A.D., Matsumoto, K., Kamiński, M.J. 2020. On the taxonomic placement of Penichrus Champion, 1885 and a synopsis of North American Opatrini (Coleoptera: Tenebrionidae: Blaptinae). Annales Zoologici, 70: 765-774. https://doi.org/10.3161/00034541ANZ2020.70.4.017
- Lumen R, Kanda K, Iwan D, Smith AD, Kamiński MJ. 2019. Molecular insights into the phylogeny of Blapstinina (Coleoptera: Tenebrionidae: Opatrini). Systematic Entomology, https://doi.org/10.1111/syen.12398
- Kamiński MJ, Lumen R, Kubicz M, Steiner W, Kanda K, Iwan D. 2019. Immature stages of beetles representing the ‘Opatrinoid’ clade (Coleoptera: Tenebrionidae): an overview of current knowledge of the larval morphology and some resulting taxonomic notes on Blapstinina. Zoomorphology, https://doi.org/10.1007/s00435-019-00443-7
- Kamiński MJ, Kanda K, Lumen R, Smith AD, Iwan D. 2018. Molecular phylogeny of Pedinini (Coleoptera, Tenebrionidae) and its implications for higher-level classification. Zoological Journal of the Linnean Society, https://doi.org/10.1093/zoolinnean/zly033
- Kaminski MJ, Kanda K, Raś M, Smith AD. 2017. Pythiopina, an enigmatic subtribe of darkling beetles (Coleoptera: Tenebrionidae: Pedinini): taxonomic revision, microtomography, ecological niche models and phylogenetic position. Systematic Entomology, 43: 147-165,  https://doi.org/10.1111/syen.12255